# Maison Mercier
La Maison Mercier est un immeuble de bureaux et d'habitation de style néogothique situé dans la ville vaudoise de Lausanne, en Suisse.

## Historique
Les plans de l'immeuble ont été dessinés dès 1895 par l'architecte Francis Isoz qui en assurera également la construction entre 1898 et 1900 pour le compte de l'homme d'affaires Jean-Jacques Mercier. La même paire avait également, quelques années plus tôt procédé à la transformation du château d'Ouchy en hôtel.
Le bâtiment est inscrit comme bien culturel suisse d'importance nationale. Situé à la rue du Grand-Chêne 8, il est situé dans le quartier des affaires de Lausanne, non loin de la place Saint-François. Il se trouve en face du Lausanne Palace.

## Description
À sa construction, l'immeuble bénéficie de concepts novateurs, en particulier ses fondations réalisées en béton armé. Il s'étend sur une surface de 6 000 m² de surface et sur 11 niveaux, dont 5 forment un socle dans la pente descendant jusqu'au Flon et sont partiellement dissimulés par l’environnement bâti. Les six niveaux supérieurs lui ont valu, lors de sa création, la dénomination de gratte-ciel.